# بيرسي همفري
بيرسي همفري (بالإنجليزية: Percy Humphrey)‏ هو عازف جاز أمريكي، ولد في 13 يناير 1905 في نيو أورلينز في الولايات المتحدة، وتوفي في 22 يوليو 1995.

## وصلات خارجية
- بيرسي همفري على موقع ميوزك برينز (الإنجليزية)
- بيرسي همفري على موقع ديسكوغز (الإنجليزية)